# Dorfkirche Beetz

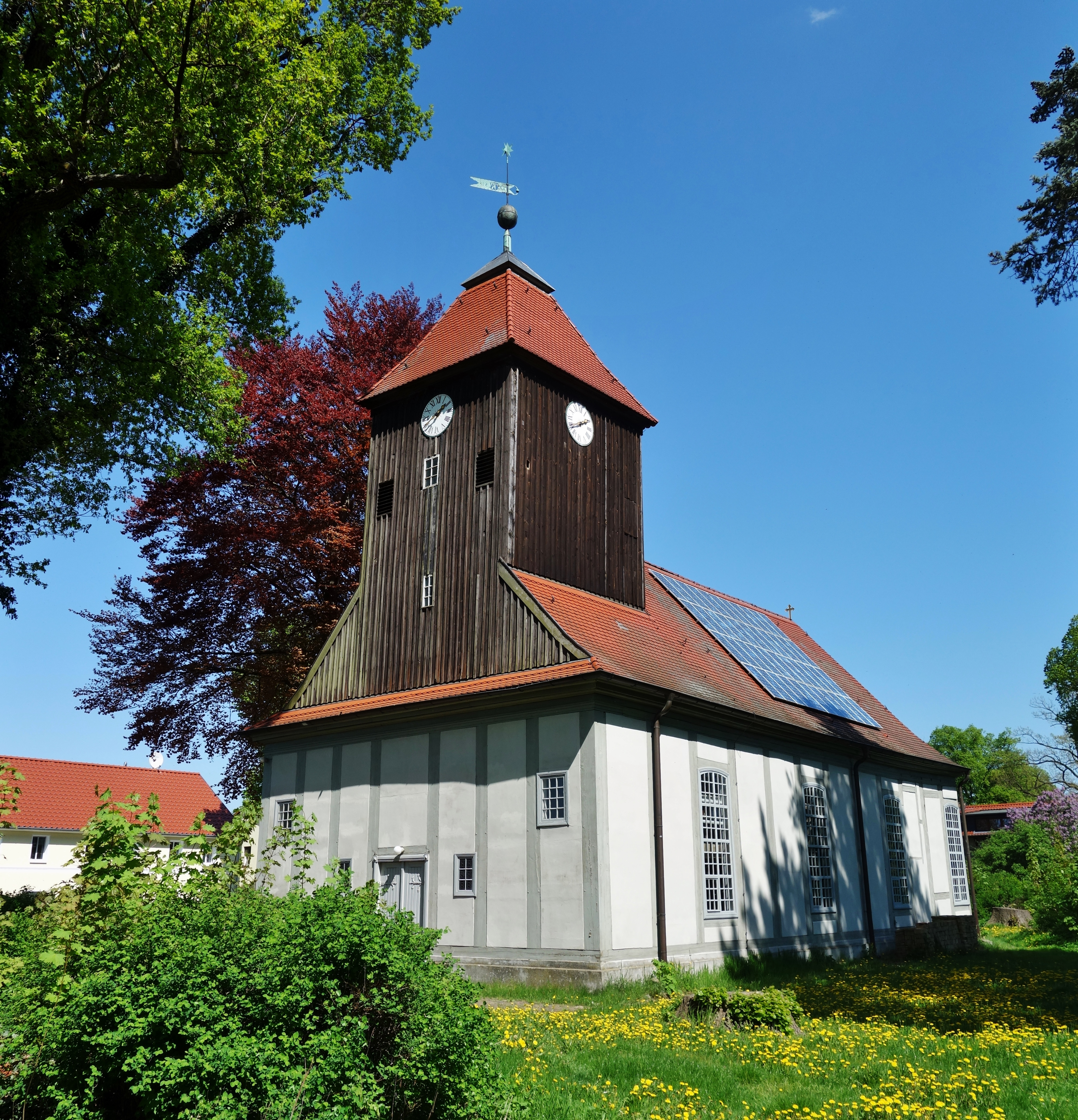
Dorfkirche Beetz

Die evangelische, denkmalgeschützte Dorfkirche Beetz steht in Beetz, einem Gemeindeteil von Kremmen im Landkreis Oberhavel in Brandenburg. Die Kirche gehört zur Kirchengemeinde Kremmen im Kirchenkreis Oberes Havelland im Sprengel Potsdam der Evangelischen Kirche Berlin-Brandenburg-schlesische Oberlausitz.

## Beschreibung
Die Saalkirche wurde 1704 erbaut. Sie besteht aus einem Langhaus aus verkleidetem Holzfachwerk mit Fünfachtelschluss im Osten, aus dessen Satteldach sich im Westen ein quadratischer, verbretterter Dachturm erhebt, der die Turmuhr und den Glockenstuhl beherbergt, und der mit einem Pyramidendach bedeckt ist. Der Innenraum ist mit einer verputzten Flachdecke überspannt, die von Robert Sandfort bemalt wurde. Auf der Empore steht eine Orgel mit acht Registern, einem Manual und einem Pedal, die 1888 von Albert Hollenbach gebaut wurde. Zur Kirchenausstattung gehören ein Kanzelaltar aus der Bauzeit, dessen Kanzel von Säulen flankiert wird, und ein schwebender Taufengel.